# Фил Колинс
Филип Дејвид Чарлс Колинс (енгл. Philip David Charles Collins; 30. јануар 1951) је енглески бубњар, певач, текстописац, мултиинструменталиста и глумац, најпознатији као певач и бубњар рок бенда Genesis као и по својој соло каријери. У својој соло каријери снимио је три сингла која су била број један на музичким листама у Великој Британији и седам која су била број један у САД. Када се посматра његов рад са групом Genesis и његова соло каријера, Фил Колинс је током 1980-их имао више америчких топ 40 синглова него било који други уметник.
Фил Колинс се родио и одрастао у западном Лондону где је завршио драмску школу и већ са пет година научио да свира бубњеве. Групи Genesis се придружио 1970. године као њихов бубњар, да би 1975. године, након што је групу напустио дотадашњи певач Петер Габријел, Колинс заузео његово место. Паралелно са чланством у групи Genesis, Фил Колинс је започео успешну соло каријеру 1980-их издавши низ албума, као што су Face Value (1981), No Jacket Required (1985), и ...But Seriously (1989). Године 1996. Фил Колинс је напустио Genesis како би се усредсредио на соло каријеру. У овом периоду је написао неколико песама за Дизнијев филм Тарзан (1999), а за песму “You'll Be in My Heart” је добио и Оскара за најбољу оригиналну песму. Групи Genesis се поново придружио 2007. године.
Неке од његових најпознатијих песама су In the Air Tonight, Sussudio, Groovy Kind of Love, One More Night, Against All Odds, Another Day in Paradise, као и дует са Филипом Бејлијем под називом Easy Lover.
Дискографија Фила Колинса укључује осам студијских албума који су продати у 33,5 милиона примерка у САД и у око 150 милиона примерка широм света, што га чини једним од најпродаванијих уметника свих времена. Поред Пола Макартнија и Мајкла Џексона, Фил Колинс је једини уметник који је продао више од 100 милиона плоча широм света и како самостални извођач и као члан неког бенда. Добитник је осам Греми награда као и звезде на Холивудској стази славних. Године 2003. је заједно са групом Genesis примљен у Рокенрол кућу славних.
У глумачкој каријери се издваја филм Бастер у којем глуми срећног лопова, као и гостујуће улоге у серији Пороцима Мајамија.

## Младост
Филип Дејвид Чарлс Колинс је рођен 30. јануара 1951. у болници Патни, југозападни Лондон. Његов отац, Гревил Филип Остин Колинс (1907–1972), био је агент осигурања за London Assurance, а његова мајка, Винифред Џун Колинс (рођена Стрејнџ, 1913–2011), радила је у продавници играчака, а касније као агент за резервације у Барбари Спике Стејџ школи, независној школи извођачких уметности у Ист Актону. Колинс је најмлађи од троје деце: његова сестра Карол се такмичила као професионална клизачица и пратила је стопе своје мајке као позоришни агент, а његов брат Клајв је био познати карикатуриста. Породица се два пута селила док је Колинс достигао две године; настанили су се у улици Ханворт 453 у Хаунслову, Мидлсекс.
Колинс је за Божић добио комплет за бубњеве када је имао пет година, а касније су му два стрица направила импровизовани сет са троугловима и даирама који стају у кофер. Како је Колинс одрастао, уследили су комплетнији сетови које су купили његови родитељи. Вежбао је свирајући уз музику на телевизији и радију. Током породичног одмора у Батлинсу, седмогодишњи Колинс је учествовао на такмичењу талената певајући „The Ballad of Davy Crockett“, али је зауставио оркестар на пола песме да им каже да су у погрешном тону. Битлси су имали велики рани утицај на Колинса, укључујући и њиховог бубњара Ринга Стара. Такође је пратио мање познати лондонски бенд The Action, чијег бубњара би копирао и чији рад га је упознао са соул музиком Мотауна и Стакс Рецордса. На Колинса је такође утицао бубњар џеза и биг бенда Бади Рич, чије мишљење о важности хај-хата га је подстакло да престане да користи два бас бубња и почне да користи хај-хат.
Око дванаесте године, Колинс је од очеве тетке примио основне подуке за клавир и музику. Рудименте бубњева је научио од Лојда Рајана, а касније и код Френка Кинга, и сматрао је ову обуку „кориснијом од било чега другог јер се користе све време. У било којој врсти фанка или џез бубњања, рудименти су увек ту." Колинс никада није научио да чита или пише музичке записе и осмислио је сопствени систем, због чега је пожалио у каснијем животу. „Увек сам осећао да ако могу да певушим, да могу да је свирам. За мене је то било довољно добро, али тај став је лош.“
Колинс је похађао основну школу Нелсон до своје једанаесте године. Примљен је у Гимназију округа Чизвик, где је почео да се бави фудбалом и основао The Real Thing, школски бенд у коме су били Андреа Берторели, његова будућа супруга и пријатељица Лавинија Ланг, као резервни певачи. Обе жене би имале утицај на Колинсов лични живот у каснијим годинама. Колинсова следећа група била је The Freehold, са којом је написао своју прву песму, „Lying, Crying, Dying“, и свирао у групи под називом The Charge.

## Дискографија

### Албуми
- 1981.
- 1982.
- 1985.
- 1989.
- 1993.
- 1996.
- 1999.
- 2002.
- 2003.
- 2010.

### Хитови
- 1981.
- 1983.
- 1984.
- 1985.
- 1985.
- 1985.  (са Филипом Бејлијем)
- 1985.  (са Marilyn Martin)
- 1988.
- 1988.
- 1989.
- 1990.
- 1999.
- 2002.